# Lokomotiv İmişli
Lokomotiv İmişli – azerski klub piłkarski, mający siedzibę w mieście İmişli, w południowej części kraju, działający w latach 1995–2004.

## Historia
Chronologia nazw:
- 1995: Lokomotiv İmişli
- 2004: klub rozwiązano

Klub sportowy Lokomotiv İmişli został założony w miejscowości İmişli w 1995 roku. Na początku istnienia zespół występował w rozgrywkach lokalnych. W sezonie 2000/01 startował w Birinci Dəstə, zajmując szóste miejsce. W następnym sezonie 2001/02 klub zwyciężył w pierwszej lidze i zdobył awans do najwyższej ligi. Ale po zakończeniu sezonu doszło do konfliktu klubów i Azerbejdżańskim Związkiem Piłki Nożnej (AFFA). W wyniku tego sporu nie udało się rozegrać mistrzostw w następnym sezonie. Po roku przerwy w sezonie 2003/04 debiutował w najwyższej lidze, zwanej Yüksək Liqa. W debiutowym sezonie 2003/04 z przyczyn finansowych klub wycofał się z rozgrywek po 15 kolejce. 1 października 2003 AFFA z powodu 2 nieobecności zdyskwalifikował klub z Mistrzostw Azerbejdżanu. Jego pozostałe mecze były zweryfikowane jako walkowery 0-3 na korzyść rywali. Klub został sklasyfikowany na końcowym 14.miejscu. W 2004 roku klub został rozwiązany.

## Barwy klubowe, strój
|  |  |

Klub ma barwy żółto-czarne. Zawodnicy domowe spotkania zazwyczaj grają w białych koszulkach, białych spodenkach oraz białych getrach.

## Sukcesy

### Trofea międzynarodowe
Nie uczestniczył w rozgrywkach europejskich (stan na 31-05-2019).

### Trofea krajowe
| \| \| Zdobyte trofea w rozgrywkach Azerbejdżanu (stan na: 31-05-2019) \| |                                                                 |      |                           |
| Rozgrywki                                                                | Osiągnięcie                                                     | Razy | Sezon(y)                  |
| Mistrzostwo                                                              | I miejsce                                                       | 0    |                           |
| Mistrzostwo                                                              | II miejsce                                                      | 0    |                           |
| Mistrzostwo                                                              | III miejsce                                                     | 0    |                           |
| Mistrzostwo                                                              | 14.miejsce                                                      | 1    | 2003/04                   |
| Puchar                                                                   | zdobywca                                                        | 0    |                           |
| Puchar                                                                   | finalista                                                       | 0    |                           |
| Puchar                                                                   | 1/8 finału                                                      | 3    | 2000/01, 2001/02, 2003/04 |
| II liga                                                                  | I miejsce                                                       | 1    | 2001/02                   |
| II liga                                                                  | II miejsce                                                      | 0    |                           |
| II liga                                                                  | III miejsce                                                     | 0    |                           |
| Azerbejdżan                                                              | Zdobyte trofea w rozgrywkach Azerbejdżanu (stan na: 31-05-2019) |      |                           |

## Poszczególne sezony

### Rozgrywki międzynarodowe

#### Europejskie puchary
Nie uczestniczył w rozgrywkach europejskich.

### Rozgrywki krajowe
| \| Azerbejdżan \| Bilans występów klubu w rozgrywkach piłkarskich Azerbejdżanu (Stan na 31 maja 2019 r.) \| \| |                                                                                        |        |       |   |   |   |    |    |     |           |        |        |      |
| Poziom | Rozgrywki                                                                              | Sezony | Mecze | Z | R | P | B+ | B– | Pkt | Lata      | Awanse | Spadki | Naj. |
| I | Yüksək Liqa                                                                            | 1      |       |   |   |   |    |    |     | 2003/04   | 0      | 1      | 14   |
| II | Birinci Dəstə                                                                          | 2      |       |   |   |   |    |    |     | 2000–2002 | 1      | 0      | 1    |
| | Puchar Azerbejdżanu                                                                    | 3      |       |   |   |   |    |    |     | 2000–2004 | 0      | 0      | 1/8  |
| Azerbejdżan | Bilans występów klubu w rozgrywkach piłkarskich Azerbejdżanu (Stan na 31 maja 2019 r.) |        |       |   |   |   |    |    |     |           |        |        |      |

## Struktura klubu

### Stadion
Klub piłkarski rozgrywał swoje mecze domowe na Stadionie Miejskim im. Habila Xəlilova w İmişli o pojemności 8500 widzów.

## Kibice i rywalizacja z innymi klubami

### Derby
- İnşaatçı Sabirabad